# Rhizoctonia fumigata
Rhizoctonia fumigata é uma espécie de fungo pertencente à família Ceratobasidiaceae.